# Smilisca sila
Smilisca sila är en groddjursart som beskrevs av William Edward Duellman och Linda Trueb 1966. Smilisca sila ingår i släktet Smilisca och familjen lövgrodor. IUCN kategoriserar arten globalt som livskraftig. Inga underarter finns listade i Catalogue of Life.